# Lokativ
Lokativ (lat. locus "mjesto") je padež u hrvatskom jeziku i mnogim slavenskim, nekim indoeuropskim i ostalim jezicima.
U većini jezika se njime određuje mjesto, vrijeme ili način. 
Odgovara na pitanje: O komu? • O čemu?

## U raznim jezicima
Lokativ postoji u većini slavenskih jezika, ali se ne naziva svugdje tako. Također, lokativ postoji u latvijskom, litvanskom, sanskrtu, kao i u turskom i još mnogim jezicima.

## U standardnom hrvatskom jeziku
U standardnom jeziku lokativ se prepoznaje kao "padež koji odgovara na pitanja":
- gdje?,
- o kome? ili
- o čemu?.

Po tradicionalnom poretku u većini gramatika zove se i "šesti padež".
Lokativ je oblikom najčešće jednak dativu. Razlikuje se samo naglaskom i to samo kod veoma malog broja riječi, npr. dativ jd. grâdu, lokativ jd. grádu. U mnogim narječjima i govorima postoje, međutim, bitna razlike u oblicima.
U množini standardnog hrvatskog se lokativ izjednačio s dativom i instrumentalom.
Prijedlozi koji idu uz lokativ jesu:
na, o, po, pri, prema, u.

### Uporaba lokativa
Lokativ se koristi isključivo s prijedlozima:
- priložna oznaka mjesta

U kinu je uvijek zabavno.
- priložna oznaka vremena

O Uskrsu ukrašavamo pisanice.
- priložna oznaka načina

Prepoznao sam ga po brazgotini.
- prijedložni objekt

Dugo su radili na tom znanstvenom radu.
- atribut

Dokazi o krađi predočeni su javnosti.
- pridjevna dopuna

Zablistala je prekrasna u svome sjaju.

### Lokativ i dativ
Dugo se raspravljalo pripada li prijedlog prema dativu ili lokativu. Budući da lokativ najčešće ima stativno značenje, a ne značenje kretanja kao dativ, u posljednje se vrijeme prijedlog prema češće svrstava dativu.

### Lokativ i akuzativ
Prijedloge u, na, o, i po akuzativ dijeli s lokativom i u akuzativu su uvijek vezani za glagol kretanja:
Akuzativ: Brod je uplovio u luku. (dinamički odnos)

Lokativ: Brod je u luci. (statički odnos)

Akuzativ: Posjeo je dijete na rame.

Lokativ: Dijete je na ramenu.

Akuzativ: Išao je u školu.

Lokativ: U školi je bilo veselo.
U novije se doba, kad je riječ o pasivnim i bezličnim konstrukcijama, dopušta uporaba akuzativa imenica s oznakom živo kad se ne razabire glagol upotrijebljen refleksivno, a ima li imenica oznaku neživo, stoji u nominativu: "zemlja se obrađuje", a "zemlju se obrađuje" smatra se supstandardnim.